# Kettle
Pour les articles homonymes, voir Kettle (homonymie).

Les différentes formations glaciaires

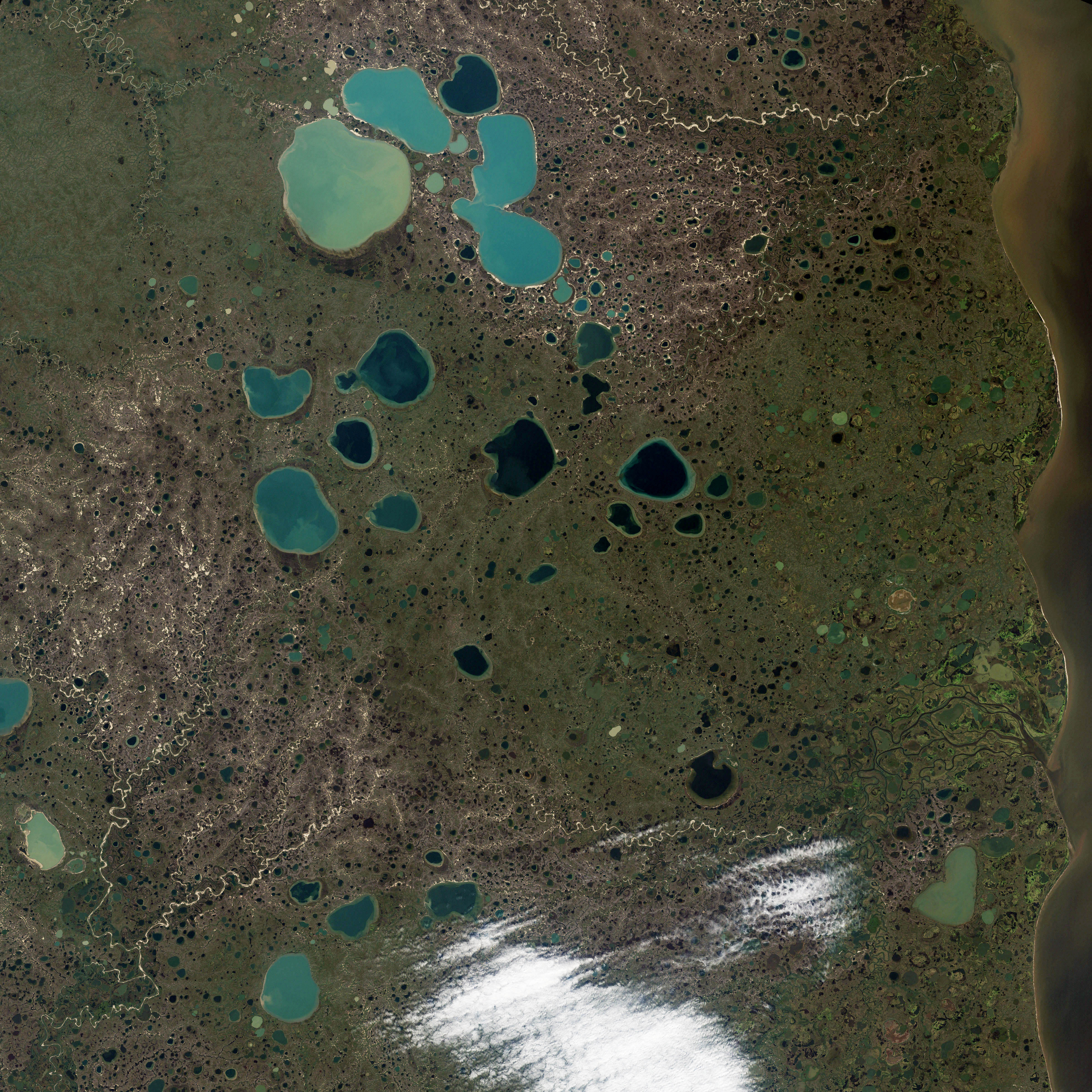
Kettles à proximité de l'estuaire de l'Ob (bord droit de l'image)

Un kettle (de l'anglais « chaudron ») ou un sölle est une formation glaciaire en forme de dépression dans des dépôts glaciaires, plus ou moins circulaire et parfois remplie d'eau. Ils sont d'ailleurs parfois appelés « dolines glaciaires ».
Il existe deux types de kettles.

## Kettles du premier type
Ces kettles se rencontrent en aval du front du glacier.
Contrairement à leur forme comparable à une doline, le kettle résulte d'un dépôt. Lorsque le front d'un glacier est recouvert d'une grande quantité de matériaux (des pierres de toutes tailles en général mais parfois de la terre, de la lave, etc), il arrive qu'une partie de la glace se retrouve isolée du reste du glacier, protégée par les matériaux qui la recouvrent.
Souvent, des dépôts fluvio-glaciaires viennent entourer l'amas de glace, la noyant sous des couches de sédiment pouvant atteindre plusieurs mètres d'épaisseur. La glace, protégée des conditions météorologiques extérieures, peut subsister ainsi pendant des millénaires.
Lorsque la glace parvient à fondre, le vide créé provoque l'effondrement des terrains situés au-dessus qui prennent alors la forme d'une dépression en entonnoir pouvant se remplir d'eau.
Les kettles peuvent avoir des tailles variables en fonction du volume de glace initialement emprisonné : de quelques dizaines de centimètres à plusieurs centaines de mètres de diamètre.
De par leur morphologie (en dépression) et leur emplacement (dans des vallées), les kettles sont rapidement soumis au comblement par apport de sédiments. Ainsi on ne retrouve des kettles en général qu'entre le front du glacier et la moraine frontale. On pourra alors s'étonner de retrouver dans des cas moins fréquents des kettles en aval de la moraine frontale. Leur formation pourrait être provoquée par des surges ou des jökulhlaups qui laissent peu de traces visibles dans le paysage hormis des kettles ou des blocs erratiques.

## Kettles du deuxième type
Ces kettles se forment non pas en aval du front glaciaire mais sur le glacier lui-même.
Un glacier peut être recouvert d'une couche de débris plus ou moins importante provenant des éboulis tombant en continu sur le glacier. À la suite d'un phénomène particulier (une chute de sérac d'un glacier affluent suspendu ou un jökulhlaup), le glacier peut être amené à recevoir de gros blocs de glace à sa surface qui viennent s'enchâsser dans la masse de pierres. Ces blocs de glace, non recouverts par des débris, fondent plus vite que la glace sous-jacente et donnent naissance à des dépressions.
Contrairement aux kettles du premier type, ceux du deuxième type sont voués à disparaître lorsque le glacier fondra et que les débris le recouvrant seront remaniés pour former une moraine.